# Obraz Europy w lipcu 1772

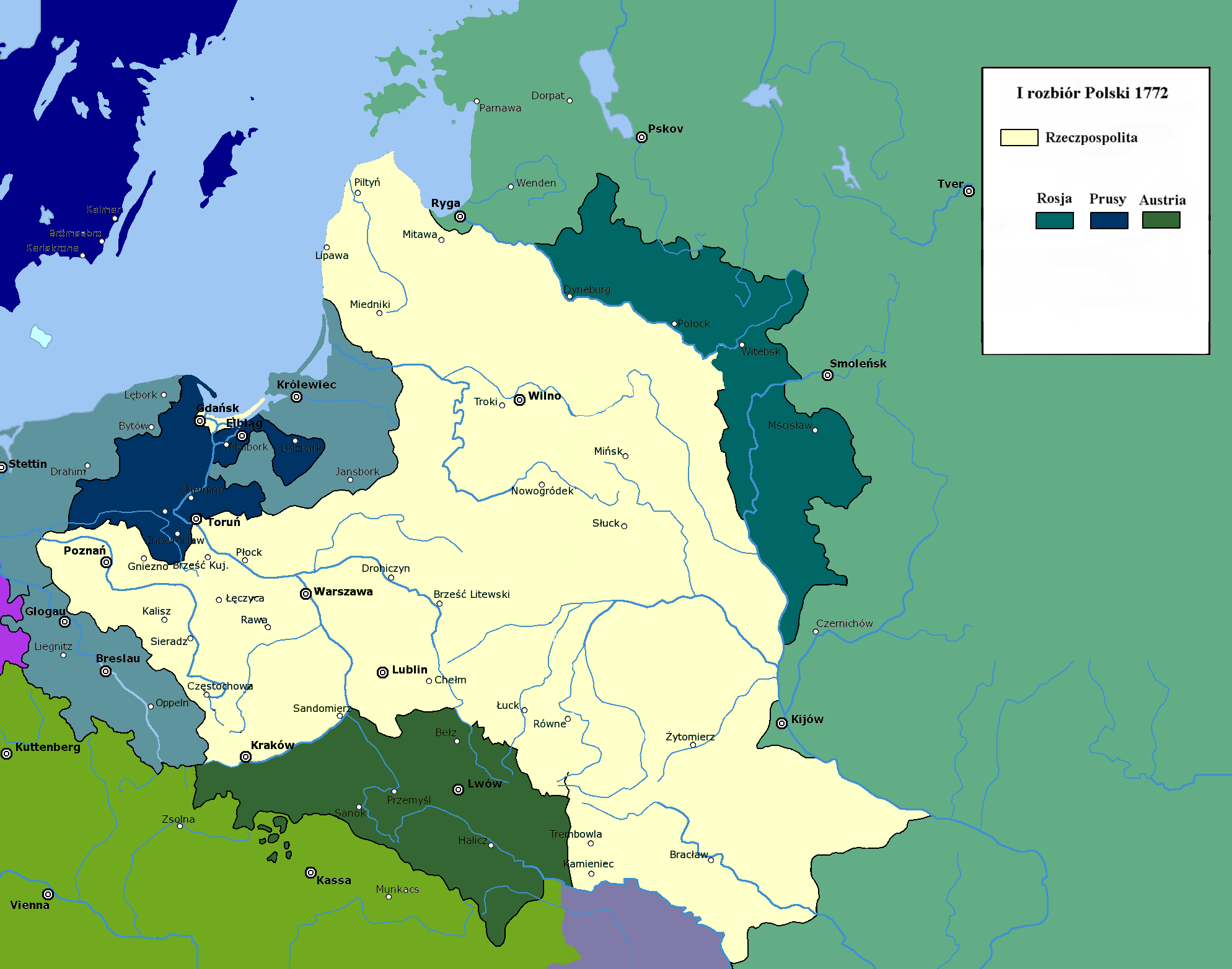
I rozbiór Polski w 1772

Obraz Europy w lipcu 1772 (ang. Picture of Europe for July 1772) – satyryczna akwaforta stworzona przez anonimowego brytyjskiego artystę w 1772 przedstawiająca I rozbiór Polski, znajdująca się w zbiorach Biblioteki Kongresu w Waszyngtonie oraz Muzeum Brytyjskiego w Londynie.

## Opis
Akwaforta przedstawia osiem osób zgromadzonych wokół stołu na którym leży mapa Rzeczypospolitej Obojga Narodów. Caryca Rosji Katarzyna II, król Prus Fryderyk II i cesarz rzymski Józef II siedzą przy mapie, wskazując palcami ziemie Rzeczypospolitej które chcą zagarnąć. Za trojgiem zaborców stoją król Hiszpanii Karol III i król Francji Ludwik XV, którzy biernie się temu przyglądają. Jeszcze mniejsze zainteresowanie wydarzeniem wyraża siedzący za nimi król Wielkiej Brytanii i Irlandii Jerzy III, który śpi na swoim tronie.
Po lewej stronie akwaforty, naprzeciwko trojga zaborców siedzi król Polski i wielki książę litewski Stanisław II August ze złamaną koroną na spuszczonej głowie i z rękami związanymi z tyłu sznurem, co ma podkreślać bezsilność ostatniego władcy Rzeczypospolitej Obojga Narodów wobec gwałtu dokonywanego na Ojczyźnie. Za polskim władcą siedzi brodaty mężczyzna w turbanie skuty łańcuchami, który patrzy ze smutkiem na Stanisława Augusta; prawdopodobnie to sułtan Imperium Osmańskiego Mustafa III lub wielki wezyr Muhsinzade Mehmed Pasza.
Nad stołem wisi waga szalkowa „The Ballance of Power” (Równowaga sił). Na lżejszej prawej szali znajduje się „Wielka Brytania”, co ma odzwierciedlać niewielki wpływ brytyjskiego monarchy na sprawy ówczesnej Europy, co anonimowy autor dobrze oddał na swojej akwaforcie.